# Souk el Gharb
Souk el Gharb è un centro abitato e comune (municipalité) del Libano situato nel distretto di Aley, governatorato del Monte Libano.